# Братская могила пожарных (Грозный)
Братская могила пожарных, погибших при тушении пожаров в Грозном, появилась в октябре 1942 года в Шейх-Мансуровском районе городе, близ Грозненской ТЭЦ-1.

## История
Во время Великой Отечественной войны, когда противнику стало ясно, что взять Грозный не удастся, 10-15 октября 1942 года были предприняты массированные бомбардировки города. Пожары были потушены в течение нескольких дней. 49 пожарных за героические действия при тушении пожаров были представлены к правительственным наградам.
Пожарные Рубцов, Рыжаков, Матиенко, Шифоростов, Капшун и Лашинин, погибшие в ходе непосредственной борьбы с огнём, были похоронены в братской могиле. В 1944 году на могиле был установлен памятный знак в виде дерева, сделанный из гранита. На дереве была установлена табличка с годом гибели (1942) и именами погибших. Впоследствии, в связи со строительством подстанции останки были перезахоронены на территории кладбища Ахматовского района. Позже было сделано надгробие из тёмно-серого мрамора, на котором были высечены имена погибших. Могила была обнесена оградой из литых чугунных звеньев с орнаментом. Перед надгробием установили стелу с надписью:
МВД СССР. Вечная память пожарным, погибшим в Великой Отечественной войне 1941—1945 гг.
В ходе боевых действий в 1990-е памятник был полностью разрушен; 20 апреля 2016 года силами МЧС Республики мемориальная плита над братской могилой была восстановлена.